# Steve Stevaert

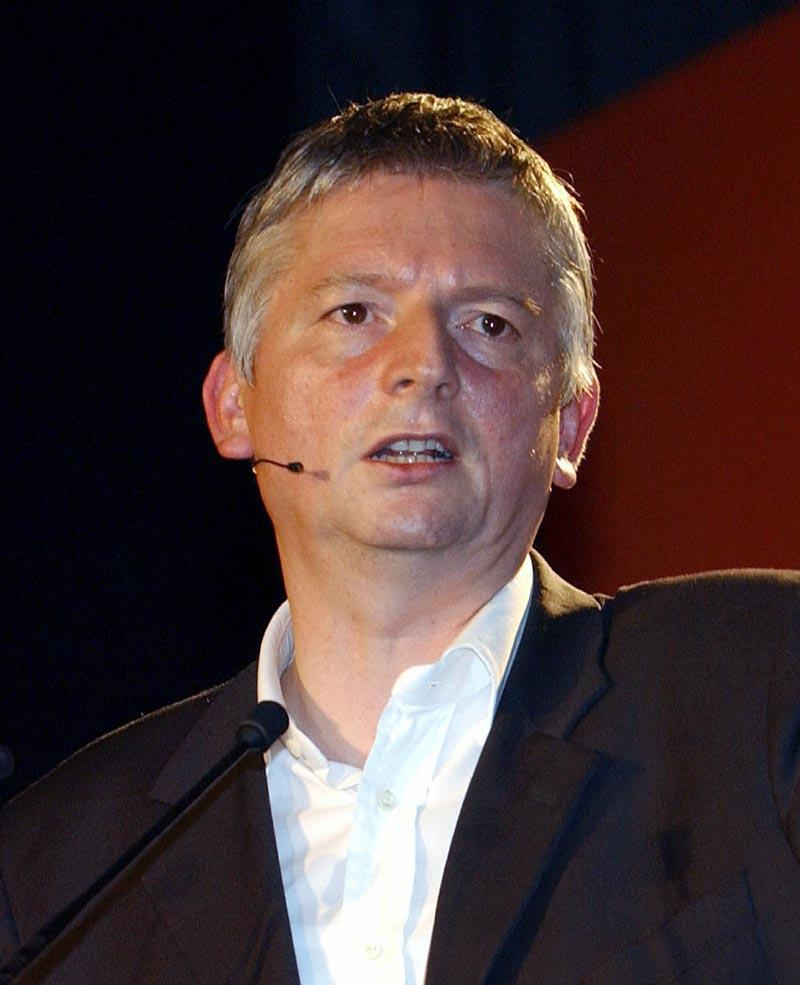
Steve Stevaert

Robert „Steve“ Stevaert (* 12. April 1954 in Rijkhoven; † 2. April 2015 in Hasselt) war ein belgischer Politiker der Socialistische Partij Anders (sp.a). Er machte zunächst Karriere in der Lokalpolitik als Bürgermeister von Hasselt, stieg jedoch später als Minister in der flämischen Regierung auf. Stevaert war von 2003 bis 2005 Parteivorsitzender der sp.a.
Im Jahr 2005 legte er seine politischen Mandate nieder und wurde Gouverneur der Provinz Limburg. Dieses Amt legte er 2009 wieder ab und zog sich aus dem öffentlichen Leben zurück. Im April 2015, kurz nachdem bekannt geworden war, dass Steve Stevaert wegen einer Vergewaltigungsklage eine gerichtliche Verfolgung drohte, wurde er leblos nach einem mutmaßlichen Suizid im Albert-Kanal gefunden.

## Leben
Steve Stevaert, Sohn eines Berufssoldaten und einer Hausfrau, studierte zunächst an einer Hotelfachschule und führte ab 1972 ein Restaurant. In der Folge eröffnete er mehrere Cafés in der Gegend von Hasselt.
Sein Einstieg in die Politik wurde von seinem Mentor Willy Claes (sp.a) gefördert. Im Jahr 1985 wurde er in den Provinzialrat von Limburg gewählt. Wenig später wurde er Mitglied des Gemeinderats in Hasselt, wo er nach den Gemeinderatswahlen von 1994 das Bürgermeisteramt erringen konnte. Hier führte er ab 1997 einen kostenlosen Nahverkehr per Bus ein, wodurch er auch auf überregionaler Ebene bekannt wurde.
Ab 1995 saß Stevaert außerdem im flämischen Parlament, doch stieg er bereits drei Jahre später in die flämische Regierung auf, nachdem Luc Van den Bossche (sp.a) in die Föderalregierung gewechselt war. In der flämischen Regierung wurde er auf Anhieb Vize-Ministerpräsident. Nach den Regionalwahlen von 1999 behielt er dieses Amt und erhielt die Ressorts Mobilität und Energie.
Als einer der sogenannten „Teletubbies“ der sp.a (neben Johan Vande Lanotte, Patrick Janssens und Frank Vandenbroucke) wurde Steve Stevaert auch innerhalb der Partei immer populärer. Als Janssens beschloss, als Bürgermeister in Antwerpen zu kandidieren und den Parteivorsitz frei zu machen, wurde Stevaert im Jahr 2003 zum Präsidenten der sp.a gewählt. Das Kartell mit der linksliberalen Spirit unter Bert Anciaux (sp.a) bescherte der sp.a bei den Föderalwahlen desselben Jahres einen eindeutigen Wahlsieg.
Im Juni 2005 gab Stevaert jedoch überraschenderweise den Vorsitz der sp.a an Caroline Gennez ab und trat von all seinen politischen Ämtern zurück. Er übernahm den Posten des Provinzgouverneurs von Limburg und war als fünfzehnter Gouverneur der Provinz der erste Sozialist in diesem Amt.
Von diesem Posten trat er 2009 zurück und beendete seine politische Karriere. Fortan war er in der Privatwirtschaft in den Verwaltungsräten verschiedener Energiekonzerne tätig und verfolgte auch einige Projekte im Ausland.
Am 2. April 2015 wurde bekannt, dass gegen Steve Stevaert Anklage wegen einer Vergewaltigung erhoben werden sollte, die er 2010 begangen haben soll. Wenig später wurde er zunächst als vermisst gemeldet. Dann wurde bekannt, dass sein lebloser Körper aus dem Albert-Kanal bei Hasselt geborgen wurde. Da Ermittler einen Abschiedsbrief in seiner Wohnung fanden, wurde ein Suizid Stevaerts angenommen.
Steve Stevaert war Träger des Ehrentitels Staatsminister.

## Übersicht über seine politischen Ämter
- 1982–1995: Mitglied des Provinzialrates in Limburg
- 1988–2005: Mitglied des Gemeinderats in Hasselt
- 1989–1995: Mitglied des Provinzkollegiums (Permanentdeputation) in Limburg
- 1995–2005: Bürgermeister von Hasselt (teilweise verhindert)
- 1995–2005: Mitglied des flämischen Parlaments (teilweise verhindert)
- 1998–1999: Flämischer Vize-Ministerpräsident und Minister für öffentliche Arbeiten, Transportwesen und Raumordnung
- 1999–2003: flämischer Vize-Ministerpräsident und Minister für Mobilität, öffentliche Arbeiten und Energie